# American History X
American History X är en amerikansk kriminal-dramafilm från 1998 i regi av Tony Kaye, med manus skrivet av David McKenna och med bland andra Edward Norton, Edward Furlong, Fairuza Balk, Stacy Keach, Elliott Gould, Avery Brooks, Ethan Suplee och Beverly D'Angelo i rollerna.

## Handling
Handlingen utspelar sig i Los Angeles. Bröderna Derek (Edward Norton) och Danny (Edward Furlong) mister sin far i ett skottdrama med afroamerikaner inblandade. Sorgen och hatet driver Derek in i en nynazistisk rörelse där han snabbt stiger i graderna. Lillebror Danny följer efter, men efter ytterligare en incident med dödlig utgång hamnar Derek i fängelse. Under sin tid i fängelset inser Derek att han valt fel väg, och när han efter tre år friges vill han rädda sin lillebror.

## Medverkande
| Edward Norton         | – Derek Vinyard     |
| Edward Furlong        | – Danny Vinyard     |
| Beverly D'Angelo      | – Doris Vinyard     |
| Jennifer Lien         | – Davina Vinyard    |
| Ethan Suplee          | – Seth Ryan         |
| Fairuza Balk          | – Stacey            |
| Avery Brooks          | – Dr Bob Sweeney    |
| Elliott Gould         | – Murray            |
| Stacy Keach           | – Cameron Alexander |
| William Russ          | – Dennis Vinyard    |
| Guy Torry             | – Lamont            |
| Joseph Cortese        | – Rasmussen         |
| Keram Malicki-Sánchez | – Chris             |
| Giuseppe Andrews      | – Jason             |
| Christopher Masterson | – Daryl Dawson      |
| Paul Le Mat           | – McMahon           |

## Priser och nomineringar
Edward Norton blev nominerad till en Oscar för bästa manliga huvudroll vid Oscarsgalan 1999 för sin rolltolkning.